# Eagle Theater
El Eagle Theatre es un teatro ubicado en 11-15 South Saginaw Street en la ciudad de Pontiac, en el estado de Michigan (Estados Unidos). Fue incluido en el Registro Nacional de Lugares Históricos en 1984. Actualmente alberga una discoteca.

## Historia
En la década de 1860 se construyó el Cooper House Hotel en este sitio. Este pasó por una serie de cambios de propiedad a principios del siglo XX. En 1910, fue remodelado para dar paso al primer cine de Pontiac, el Eagle Theatre.
En 1927, el actual edificio se construyó en el sitio del Antiguo Teatro Eagle. Una vez finalizado, se arrendó a los Teatros Butterfield. Desde 2012 alberga la discoteca Elektricity.

## Descripción
Es un edificio de tres pisos con fachada de mampostería, terminada principalmente con estuco y teja roja de cantera. Las torres verticales se encuentran a cada lado de la fachada, con tejas de cantera roja en la base, cortinas de arte neoárabe o de herradura en el segundo piso y una cornisa con molduras en la parte superior. Cada bahía interior tiene un techo abuhardillado decorativo de tejas de arcilla.
En el interior, el teatro tiene muchos elementos neoárabes, como el proscenio de arco árabe y los arcos de ojo de cerradura entre las columnas a lo largo de los pasillos laterales. El segundo piso contiene una gran sala donde los artistas y el público se reunían tradicionalmente después de las actuaciones, y el tercer piso contiene nueve apartamentos, que originalmente estaban destinados a albergar a los artistas itinerantes de vodevil. Los apartamentos tienen baños de estilo art déco y cocinas Pullman..